# Маден (остров)
Маден (тур. Maden Adası) — остров, принадлежащий Турции, в юго-западной части залива Эдремит Эгейского моря к западу от более крупного острова Алибей, лежащего напротив порта Айвалык (Кидоние или Кидония). Один из островов Моско (Алибей). Высочайшая точка — гора Богаз высотой 104 м над уровнем моря. Западнее расположен меньший остров Кючюк-Маден. Проливы между островами Моско узкие, что делает проход судов затруднительным и опасным. Административно относится к району Айвалык в иле Балыкесир.
Отождествляется с островом Пордоселена (др.-греч. Πορδοσελήνη) с одноимённым городом, о котором сообщают древние авторы. Греческое название острова в более поздние времена — Пиргос (греч. Πύργος).
На острове с древности расположено множество свинцовых рудников, ныне заброшенных. Они и дали название острову (тур. maden — «металл, руда, рудник»).